# Mózner János
Mózner János (1958. július 17. – 2015. augusztus 1.) labdarúgó, csatár, edző.

## Pályafutása

### Labdarúgóként
A Bp. Honvéd csapatában debütált az élvonalban, majd az NB I-be feljutott Vác csapatát erősítette. 1989 márciusában még pályára lépett a Ferencváros elleni győztes mérkőzésen, azonban villámigazolással Dorogra került. A szezont végig játszotta a másodosztályban újoncként szereplő csapatban, ahol a Bányász vezéregyénisége volt, góljaival értékes pontokat szereztek. Legemlékezetesebb mérkőzésén az NB I-es álmokat dédelgető Komlót 5:0 arányban kiütötték. Mózner a mezőny legjobbjaként két góllal is hozzá járult a fényes győzelemhez. 
1989 augusztusában került sor a dorogi klub 75 éves fennállása tiszteletére rendezett nemzetközi kupára, ahol a dorogiak elhódították a kupát, viszont nagy árat fizettek érte. A döntőt a kitűnő Tatabánya ellen vívták, ahol a helyenként kifejezetten durván játszó NB I-es csapat védői eltörték a lábát. A súlyos sérülése miatt a fél szezont ki kellett hagynia és az ősz folyamán jószerével csak csereként jutott szóhoz. 1991-ben a szintén a másodosztályban, csak a Keleti csoportban szereplő Hatvan FC csapatához igazolt. 1993-ban ezüstérmet nyertek, egyben az NB I-be való jutásért osztályozót játszhattak az Újpest ellen. Meglehetősen szoros csatát hozott a küzdelem. Az első mérkőzésen döntetlent értek el a Megyeri úton, a visszavágót pedig hazai pályán vesztették el 2-1-re.

### Edzőként
Sokáig utánpótlás-neveléssel foglalkozott, több éven keresztül a Videoton FC utánpótlásrészlegénél dolgozott, legutóbb az U17-es csapatot edzette. 2012-ben a Vác FC vezetőedzőjévé nevezték ki az új befektetői csoport érkezésével.